# Образовательный ценз
Образовательный ценз — ограничение активного или пассивного избирательного права или возможности занятия должности с требованием определённого уровня образования.

## Происхождение словосочетания
Словосочетание образовано от слова ценз (лат. census от лат. censeo — делаю опись, перепись), и в XIX и начале XX века использовалось и в другом значении, как обобщённое название формального уровня образования, квалификации или диплома («Первоначальный образовательный ценз русских профессоров был значительно ниже иностранных»). В настоящее время использование словосочетания в этом смысле считается некорректным, и словосочетание обозначает лишь ограничительное условие.

## Примеры

### Бразилия
Неграмотные не могут быть избраны. 

### Англия
Лицам, окончившим университеты, предоставлялись дополнительные голоса.

### Российская империя
Образовательный ценз при приёме на государственную службу был введён указами 24 января 1803 года и 6 августа 1809 года. Устав 1803 регламентировал должности, требующие специальных познаний: никто не может быть «определен к гражданской должности, требующей юридических и других познаний, не окончив учения в общественном или частном училище». Указ 1809 года вводил экзамены при производстве в коллежские асессоры и статские советники.
Для имевших права поступления в гражданскую службу «по происхождению» (дворяне, а также дети: личных дворян, священнослужителей, купцов 1-й гильдии, приказных служителей, учёных и художников), минимальным требованием было получение образования в возрасте от 10 до 18 лет «в отечественных публичных заведениях или хотя бы в домах своих под надзором родителей и опекунов, но всегда в России».
Земский начальник подлежал как образовательному (среднее образование), так и имущественному цензу. Интересно, что в этом случае закон позволял уменьшить требования одного ценза, если требования второго ценза выполнялось «в высшем размере». Так, выпускнику высшего учебного заведения не требовалось владение обширной недвижимостью. В свою очередь, практический опыт (три года в качестве мирового судьи), приравнивался в высшему образовательному цензу.

### США

#### Гражданские права
В период с 1850-х по 1960-е годы тесты на грамотность использовались в качестве инструмента лишения афроамериканцев гражданских прав на юге Соединенных Штатов. Тесты на грамотность, как правило, проводились белыми чиновниками, которые могли одобрить или завалить экзамен по своему усмотрению в зависимости от расы. Неграмотным белым часто разрешалось голосовать без прохождения этих тестов на грамотность из-за «дедушкиных оговорок», прописанных в законодательстве. 

#### Выборы
С 1890-х по 1960-е годы правительства многих штатов проводили тесты на грамотность для потенциальных избирателей, чтобы проверить их грамотность перед голосованием. Первым штатом, который ввел тесты на грамотность в Соединенных Штатах, был Коннектикут. 
Законодательные собрания штатов использовали тесты на грамотность как часть процесса регистрации избирателей, начиная с конца 19-го века. Тесты на грамотность, наряду с подушными налогами, ограничениями на проживание и собственность, а также насилие и запугивание использовалось для отказа афроамериканцам в избирательном праве.
Чтобы ограничить использование тестов на грамотность, Конгресс принял Закон об избирательных правах 1965 года. Закон запрещает юрисдикциям проводить тесты на грамотность. Верховный суд поддержал это положение в деле Катценбах против Моргана (1966). Хотя ранее суд постановил в деле Ласситера, что тесты на грамотность не нарушают Четырнадцатую поправку, суд постановил, что Конгресс может обеспечить соблюдение прав по Четырнадцатой поправке, таких как право голоса, запретив поведение, которое он считает вмешательством в такие права, даже если такое поведение не может быть само по себе неконституционным.
Закон об избирательных правах также приостановил использование тестов на грамотность во всех юрисдикциях, в которых менее 50% жителей избирательного возраста были зарегистрированы по состоянию на 1 ноября 1964 года или голосовали на президентских выборах 1964 года. В 1970 году Конгресс внес поправки в Закон и распространил запрет на тесты на грамотность на всю страну. Затем Верховный суд признал запрет конституционным в деле «Орегон против Митчелла» (1970), но только для федеральных выборов. Суд разделился во мнениях по этому делу, и большинство судей не пришли к единому мнению о причинах такого решения.

#### Иммиграция
Когда тест на грамотность был введен в 1890-х годах, он был средством ограничения общего числа иммигрантов, не оскорбляя при этом большую часть этнических избирателей. «Старая» иммиграция (британская, голландская, ирландская, немецкая, скандинавская) сошла на нет и сменилась «новой» иммиграцией из Италии, России и других стран Южной и Восточной Европы. «Старые» иммигранты были избирателями и решительно одобряли ограничение «новых» иммигрантов. Республиканская платформа 1896 года призывала к проведению теста на грамотность. 
Американская федерация труда взяла на себя инициативу по продвижению тестов на грамотность, которые исключили бы неграмотных иммигрантов, в первую очередь из Восточной Европы и стран, имеющих национальные воды в Средиземном море. 
Корпоративная промышленность, однако, нуждалась в рабочих для своих шахт и заводов и выступала против любых ограничений на иммиграцию.  В 1906 году спикер Палаты представителей Джозеф Герни Кэннон, консервативный республиканец, активно боролся с предложенным тестом на грамотность для иммигрантов. Будучи выходцем с западного фронтира, Кэннон считал, что моральная честность является единственным приемлемым критерием качества иммигранта. Он работал с государственным секретарем Элиу Рутом и президентом Теодором Рузвельтом над созданием «Комиссии Диллингема», группы экспертов, которая подготовила 41-томное исследование об иммиграции. Комиссия рекомендовала провести тест на грамотность и возможность введения ежегодных квот.  Президенты Кливленд и Тафт наложили вето на тесты на грамотность в 1897 и 1913 годах. Президент Вильсон делал то же самое в 1915 и 1917 годах, но испытание было пройдено, несмотря на второе вето Вильсона.

### Австралия
В рамках своей политики «Белой Австралии» был введен тест на грамотности для ограничения миграции.

### Южная Африка
Тесты на грамотность, чтобы исключить определенные расовые группы из права голоса или предотвратить их иммиграцию в страну. 